# Liste de peintures de Théodore Géricault
Cet article établit une liste de peintures de Théodore Géricault (1791-1824), recensée par ordre chronologique.

## Apprentissage et succès au Salon, 1810-1815
| Image | Genre          | Titre | Date       | Technique                           | Dimensions     | Lieu de conservation                                | Référence            |
| ----- | -------------- | --- | ---------- | ----------------------------------- | -------------- | --------------------------------------------------- | -------------------- |
|       | Animalier      | Chevaux | 1808 vers  | huile sur toile                     | 26 × 41 cm     | The Phillips Collection, Washington                 | Musée                |
|       | Religieux      | Assomption de Marie | 1808-1812  | huile sur toile                     | 67 × 55 cm     | Kunsthalle de Brême                                 | Artefact             |
|       | Académie       | Homme | 1808-1812  | huile sur toile                     | 81 × 65 cm     | musée des Beaux-Arts de Rouen                       | Base Joconde         |
|       | Scène de genre | Le Sommeil des paysans d'après Jacopo Bassano ?                                                                                  | 1808-1812  | huile sur panneau                   | 77 × 57 cm     | Musée d'Art de l'université de Princeton            | Musée                |
|       | Allégorie      | La Justice et la Vengeance divine poursuivant le Crime                                                                           | 1810-1812  | huile sur toile                     | 37 × 45,5 cm   | musée du Louvre, Paris                              | Base Joconde         |
|       | Animalier      | Cheval gris au ratelier | 1810-1812  | huile sur papier sur toile          | 26 × 34 cm     | musée du Louvre, Paris                              | Base Joconde         |
|       | Animalier      | Cheval turc dans une écurie | 1810-1812  | huile sur papier sur toile          | 35 × 25 cm     | musée du Louvre, Paris                              | Base Joconde         |
|       | Animalier      | Tête de cheval blanc | 1810-1812  | huile sur toile                     | 65,5 × 54,5 cm | Paris, musée du Louvre                              | Base Joconde         |
|       | Paysage        | Le Val solitaire dessin préparatoire                                                                                             | 1811-1814  | aquarelle                           | 19 × 11 cm     | musée Magnin, Dijon                                 | Base Joconde         |
|       | Religieux      | Mater dolorosa copie d'après Ribera                                                                                              | 1811-1815  | huile sur toile                     | 46 × 37 cm     | Kunstmuseum (Bâle)                                  | Musée                |
|       | Animalier      | Cheval cabré | 1808-1812  | huile sur toile                     | 26 × 39 cm     | Art Institute of Chicago                            | Musée                |
|       | Animalier      | Un cheval gris cabré étude pour Officier de chasseurs à cheval de la garde impériale chargeant                                   | 1812       | huile sur toile                     | 45 × 55 cm     | Collection Burrell, Glasgow                         | Musée                |
|       | Scène de genre | Officier de chasseurs à cheval de la garde impériale chargeant                                                                   | 1812 avant | huile sur toile                     | 27 × 22 cm     | Bayonne, Musée Bonnat-Helleu                        | Base Joconde         |
|       | Scène de genre | Officier de chasseur (esquisse pour le tableau Officier de chasseurs à cheval de la garde impériale chargeant)                   | 1812 avant | huile sur toile                     | 43 × 36 cm     | Paris, musée du Louvre                              | Base Joconde         |
|       | Scène de genre | Étude pour Officier de chasseurs à cheval de la garde impériale chargeant)                                                       | 1812       | huile sur papier sur toile          | 52,5 × 40 cm   | Paris, musée du Louvre                              | Base Joconde         |
|       | Portrait       | Officier de chasseurs à cheval de la garde impériale ou Portrait du lieutenant Diedonné                                          | 1812       | huile sur toile                     | 46 × 38 cm     | Bayonne, Musée Bonnat-Helleu                        | RMN                  |
|       | Scène de genre | Officier de chasseurs à cheval de la garde impériale chargeant ou Chasseur de la garde Portrait équestre du lieutenant Dieudonné | 1812       | huile sur toile                     | 349 × 266 cm   | Paris, musée du Louvre                              | Notice du Louvre     |
|       | Portrait       | Portrait équestre de Sa Majesté le roi de Westphalie, Jérôme Bonaparte d’après Antoine-Jean Gros                                 | 1812       | huile sur toile                     | 48 × 38 cm     | musée national Eugène-Delacroix, Paris              | Musée                |
|       | Académie       | Étude d'un homme de profil | 1812 vers  | huile sur toile                     | 35 × 36 cm     | Collection privée, Vente 2011                       | Catalogue Christie's |
|       | Scène de genre | Le Général Letellier sur son lit de mort                                                                                         |            | huile sur toile                     | 24 × 32 cm     | Collection privée, Vente 1998                       | Catalogue Christie's |
|       | Vanité         | Les Trois Crânes | 1812-1814  | huile sur toile                     | 31 × 60 cm     | Musée Girodet, Montargis                            | Musée                |
|       | Portrait       | Portrait of Siméon Bonnesœur-Bourginière                                                                                         | 1812-1815  | huile sur toile                     | 40 × 33 cm     | Minneapolis Institute of Art                        | Musée                |
|       | Animalier      | Chiens combattant un ours | 1812-1816  | huile sur toile                     | 28 × 37 cm     | Collection Emil Bührle, Zürich                      | Musée                |
|       | Biblique       | L'Épave |            | huile sur toile                     | 50 × 61 cm     | Musées royaux des Beaux-Arts de Belgique, Bruxelles | Musée                |
|       | Marine         | La Tempête ou l'Épave | 1812-1816  | huile sur toile                     | 19 × 25 cm     | musée du Louvre, Paris                              | Base Joconde         |
|       | Animalier      | Deux chevaux dans une écurie | 1812-1813  | huile sur toile                     | 40 × 32 cm     | Collection privée, Vente 1998                       | Catalogue Christie's |
|       | Animalier      | Cheval espagnol dans une écurie                                                                                                  | 1812-1816  | huile sur toile                     | 50 × 61 cm     | musée du Louvre, Paris                              | Base Joconde         |
|       | Animalier      | Cheval cabré au tapis de selle rouge                                                                                             | 1812-1816  | huile sur toile                     | 45,5 × 37,5 cm | musée des Beaux-Arts de Rouen                       | Base Joconde         |
|       | Animalier      | Cheval gris | 1812-1816  | huile sur toile                     | 60 × 73,5 cm   | musée des Beaux-Arts de Rouen                       | Base Joconde         |
|       | Animalier      | Tête de bouledogue | 1812-1816  | huile sur papier collé sur toile    | 24 × 26 cm     | Musée du Louvre, Paris                              | Base Joconde         |
|       | Scène de genre | Trompette à cheval de la Garde impériale de Napoléon                                                                             | 1813-1814  | huile sur toile                     | 60 × 50 cm     | Washington, National Gallery of Art                 | Musée                |
|       | Scène de genre | Cuirassier blessé | 1813 vers  | huile sur toile                     | 46 × 38 cm     | musée du Louvre, Paris                              | Base Joconde         |
|       | Animalier      | Un cheval effrayé par la foudre                                                                                                  | 1813-1814  | huile sur toile                     | 49 × 60 cm     | Londres, National Gallery                           | Musée                |
|       | Scène de genre | Le Maréchal-ferrant | 1813-1814  | huile sur bois                      | 122 × 102 cm   | Kunsthaus de Zurich                                 | Musée                |
|       | Scène de genre | Le Trompette des hussards d'Orléans                                                                                              | 1813-1814  | huile sur toile                     | 48 × 38 cm     | Palais du Belvédère (Vienne)                        | Musée                |
|       | Scène de genre | Cuirassier blessé quittant le feu                                                                                                | 1814       | huile sur toile                     | 358 × 294 cm   | Paris, musée du Louvre                              | Cartel du Louvre     |
|       | Scène de genre | Cheval alezan dans une écurie | 1814 vers  | huile sur toile                     |                | Université Stanford                                 | Cantor Collection    |
|       | Scène de genre | Portrait de carabinier | 1814 vers  | huile sur toile                     | 101 × 85 cm    | Paris, musée du Louvre                              | Base Joconde         |
|       | Scène de genre | Portrait de carabinier | 1814       | huile sur toile                     | 65,5 × 54,5 cm | musée des Beaux-Arts de Rouen                       | Base Joconde         |
|       | Scène de genre | Soldats blessés lors de la retraite de Russie                                                                                    | 1814 vers  |                                     |                | musée des Beaux-Arts de Rouen                       | Base Joconde         |
|       | Scène de genre | Soldats blessés dans un chariot                                                                                                  | 1814–1817  | huile sur papier marouflé sur toile | 33 × 31 cm     | Fitzwilliam Museum, Cambridge                       | ArtUK                |
|       | Religieux      | Le Martyre de saint Pierre (d’après Titien)                                                                                      | 1814 vers  | huile sur toile                     | 65 × 54 cm     | Kunstmuseum (Bâle)                                  | Musée                |
|       | Scène de genre | Artillerie en mouvement | 1814 vers  | huile sur toile                     | 89 × 144 cm    | Neue Pinakothek, Munich                             | Musée                |
|       | Portrait       | Portrait équestre de Charles V d'après Van Dyck                                                                                  | 1814-1815  | huile sur toile                     | 46 × 37 cm     | Musée de la Légion d'honneur, San Francisco         | Musée                |
|       | Histoire       | Le Serment de Brutus après la mort de Lucrèce                                                                                    | 1815-1816  | huile sur toile                     | 39 × 47 cm     | Musée d'art Nelson-Atkins, Kansas City              | Musée                |
|       | Histoire       | Trompette des hussards | 1815-1820  | huile sur toile                     | 96 × 71 cm     | Clark Art Institute, Williamstown                   | Musée                |
|       | Histoire       | Un prince et son état-major |            | huile sur toile                     | 64 × 80 cm     | Musées royaux des Beaux-Arts de Belgique            | Musée                |
|       | Académie       | Guerrier nu avec une lance | 1816 vers  | huile sur toile                     | 94 × 75 cm     | National Gallery of Art, Washington                 | Musée                |

## Retour d'Italie (séjour en 1816-1817)
| Image | Thème          | Titre                                                                  | Date      | Technique                            | Dimensions   | Lieu de Conservation                             | Référence                   |
| ----- | -------------- | ---------------------------------------------------------------------- | --------- | ------------------------------------ | ------------ | ------------------------------------------------ | --------------------------- |
|       | Scène de genre | La Famille pauvre                                                      | 1816-1817 | huile sur papier marouflée sur toile | 22 × 29 cm   | Staatsgalerie, Stuttgart                         | Musée                       |
|       | Académie       | Étude d'un homme nu                                                    | 1816-1817 | huile sur papier                     | 28 × 21 cm   | The New Art Gallery, Walsall                     | Musée                       |
|       | Portrait       | Portrait de Laure Bro, Nee de Comeres                                  | 1817-1820 | huile sur toile                      | 45 × 55 cm   | Collection privée                                | artnet                      |
|       | Scène de genre | Garçon donnant l'avoine à un cheval dételé                             | 1817 vers | huile sur toile                      | 45 × 36 cm   | Collection privée, Vente 2018                    | Catalogue Beaussant-Lefevre |
|       | Scène de genre | Retour de Russie ou La Retraite de Russie                              | 1818 vers |                                      |              | Paris, École nationale supérieure des beaux-arts | Gallica                     |
|       | Portrait       | Portrait de Louise Vernet (1814-1845) fille du peintre Horace Vernet   | 1818 vers | huile sur toile                      | 60 × 50 cm   | musée du Louvre, Paris                           | Base Cartel                 |
|       | Scène de genre | La Course des chevaux sans cavalier                                    | 1817      | huile sur papier marouflé sur toile  | 20 × 29 cm   | Getty Center, Los Angeles                        | Musée                       |
|       | Scène de genre | La Course de chevaux libres à Rome                                     |           | huile sur toile                      | 45 × 61 cm   | Palais des Beaux-Arts de Lille                   | Base Joconde                |
|       | Scène de genre | Course de chevaux libres à Rome                                        | 1817 vers | huile sur papier marouflé sur toile  | 45 × 60 cm   | musée du Louvre, Paris                           | Base Joconde                |
|       | Scène de genre | Le Carnaval de Rome esquisse pour un tableau non réalisé               | 1817      | huile sur papier monté sur toile     | 45 × 59 cm   | Walters Art Museum, Baltimore                    | Musée                       |
|       | Scène de genre | Course de chevaux                                                      | 1817      | huile sur papier monté sur toile     | 44 × 59 cm   | Musée Thyssen-Bornemisza, Madrid                 | Musée                       |
|       | Scène de genre | Marché aux bestiaux                                                    | 1817      | huile sur papier marouflé sur toile  | 59 × 50 cm   | Fogg Art Museum, Cambridge                       | Musée                       |
|       | Scène de genre | Trois amants                                                           | 1817–1820 | huile sur toile                      | 22 × 30 cm   | Getty Museum, Los Angeles                        | Musée                       |
|       | Scène de genre | Cheval arrêté par quatre jeunes gens ou Cheval arrêté par des esclaves | 1817-1824 | huile sur papier marouflé sur toile  | 48 × 60 cm   | Musée des Beaux-Arts de Rouen                    | Base Joconde                |
|       | Portrait       | Portrait d'Elise et Alfred Dedreux                                     | 1818 vers |                                      |              | Collection privée                                | Site Askart                 |
|       | Paysage        | Le Soir, paysage avec un aqueduc                                       | 1818      | huile sur toile                      | 250 × 220 cm | New York, Metropolitan Museum of Art             | Musée                       |
|       | Paysage        | Paysage héroïque avec des pêcheurs                                     | 1818      | huile sur toile                      | 249 × 217 cm | Neue Pinakothek, Munich                          | Musée                       |
|       | Paysage        | Paysage au tombeau, le midi                                            | 1818 vers | huile sur toile                      | 250 × 220 cm | Petit Palais, Paris                              | Musée                       |
|       | Portrait       | Portrait d'un jeune homme                                              | 1818 vers | huile sur toile                      | 45 × 37 cm   | Minneapolis Institute of Art                     | Musée                       |

## Le Radeau de la Méduse1818-1819
| Image | Thème          | Titre                                                                          | Date        | Technique                        | Dimensions     | Lieu de Conservation                         | Référence    |
| ----- | -------------- | ------------------------------------------------------------------------------ | ----------- | -------------------------------- | -------------- | -------------------------------------------- | ------------ |
|       | Portrait       | Étude d'un modèle ou Étude de portrait pour Joseph                             | 1818-1819   | huile sur toile                  | 47 × 39 cm     | Los Angeles, Getty Center                    | Musée        |
|       | Académie       | Étude de dos                                                                   | 1818-1819   | huile sur toile                  | 56 × 46 cm     | Musée Ingres-Bourdelle, Montauban            | Base Joconde |
|       | Portrait       | Portrait d'un naufragé ou Le Père étude pour Le Radeau de la Méduse            | 1818-1819)  | huile sur toile                  | 46,5 × 37,3 cm | Musée de Besançon                            | Musée        |
|       | Académie       | Étude de pieds et de main                                                      | 1818-1819)  |                                  |                | Montpellier, musée Fabre                     |              |
|       | Académie       | Étude de bras et de main                                                       | 1818-1819   | huile sur bois collé sur toile   | 18 × 33 cm     | Musée du Louvre, Paris                       | Base Joconde |
|       | Académie       | Têtes de suppliciés                                                            | 1810 années | huile sur toile                  | 50 × 61 cm     | Stockholm, Nationalmuseum                    | Musée        |
|       | Académie       | Tête d'un homme guillotiné                                                     | 1818-1819   | huile sur panneau                | 41 × 38 cm     | Art Institute of Chicago                     | Musée        |
|       | Académie       | Morceaux anatomiques (titre moderne) Étude de bras et jambes (titre ancien)    | 1818-1819   | huile sur toile                  | 37 × 46 cm     | Musée des Beaux-Arts de Rouen                | Base Joconde |
|       | Portrait       | Tête de jeune homme mort                                                       | 1819        | huile sur toile                  | 32 × 34,5 cm   | Musée des Beaux-Arts de Rouen                | Base Joconde |
|       | Portrait       | Homme en buste, dit Le Charpentier de la Méduse                                | 1818 vers   | huile sur toile                  | 46,5 × 39 cm   | Musée des Beaux-Arts de Rouen                | Base Joconde |
|       | Portrait       | Étude de tête d'homme, d'après le modèle Gerfant Pour Le Radeau de la Méduse ? | 1818-1819   | huile sur toile                  | 56 × 46 cm     | musée d'art Roger-Quilliot, Clermont-Ferrand | Base Joconde |
|       | Marine         | Voilier sur une mer déchaînée                                                  | 1818-1819   | aquarelle opaque sur craie noire | 15 × 25 cm     | Getty Museum, Los Angeles                    | Musée        |
|       | Biblique       | Scène du Déluge                                                                | 1818-1820   | huile sur toile                  | 97 × 130 cm    | Musée du Louvre                              | Base Joconde |
|       | Scène de genre | Scène de l'épidémie de fièvre jaune à Cadix                                    | 1819 vers   | huile sur toile                  | 38 × 46 cm     | Musée des Beaux-Arts de Virginie, Richmond   | Musée        |
|       | Scène de genre | Le Radeau de la Méduse (première esquisse)                                     | 1818        | huile sur toile                  | 37,5 × 46 cm   | musée du Louvre, Paris                       | Base Joconde |
|       | Scène de genre | Le Radeau de la Méduse (deuxième esquisse)                                     | 1818        | huile sur toile                  | 65 × 83 cm     | musée du Louvre, Paris                       | Base Joconde |
|       | Scène de genre | Le Radeau de la Méduse                                                         | 1818-1819   | huile sur toile                  | 491 × 716 cm   | Musée du Louvre                              | Base Joconde |

## Avant le départ en Angleterre
| Image | Thème        | Titre                                          | Date          | Technique                        | Dimensions   | Lieu de Conservation                 | Référence    |
| ----- | ------------ | ---------------------------------------------- | ------------- | -------------------------------- | ------------ | ------------------------------------ | ------------ |
|       | Animalier    | Lions dans un paysage montagneux               | 1818- 1820    | huile sur bois                   | 48 × 60 cm   | Metropolitan Museum, New York        | Musée        |
|       | Portrait     | Étude de jeune homme                           | 1818- 1820    | huile sur toile                  | 47 × 38 cm   | Musée d'art Kimbell, Fort Worth      | Musée        |
|       | Animalier    | Tête de lionne                                 | 1819 vers     | huile sur toile                  | 55 × 65 cm   | Musée du Louvre                      | Base Joconde |
|       | Orientalisme | Portrait d'homme en Oriental                   | 1819-1821     | huile sur toile                  | 59,3 × 48 cm | Musée de Besançon                    | Base Joconde |
|       | Portrait     | Alfred Dedreux (1810–1860) enfant              | 1819-1820     | huile sur toile                  | 46 × 38 cm   | New York, Metropolitan Museum of Art | Musée        |
|       | Animalier    | Deux léopards                                  | 1820          | huile sur toile                  | 59 × 72,5 cm | musée des Beaux-Arts de Rouen        | Base Joconde |
|       | Portrait     | Pierre-Paul Royer-Collard                      | 1820 vers     | huile sur toile                  | 64 × 53 cm   | Château de Versailles                | Base Joconde |
|       | Portrait     | La Cavalière                                   | 1820 ou après | huile sur toile                  | 44 × 35 cm   | Metropolitan Museum, New York        | Musée        |
|       | Portrait     | Portrait d'homme dit le Vendéen                | 1820 vers     | huile sur toile                  | 81 × 64,5 cm | Paris, musée du Louvre               | Base Joconde |
|       | Animalier    | Le Chat mort                                   | 1820 vers     |                                  |              | Paris, musée du Louvre               | Base Cartel  |
|       | Animalier    | Chevaux se battant                             | 1820 vers     | aquarelle                        | 22 × 29 cm   | Cleveland Museum of Art              | Musée        |
|       | Animalier    | Cheval dans la tempête                         | 1820-1821     |                                  |              |                                      |              |
|       | Animalier    | Deux Chevaux de poste à la porte d'une écurie  | 1820-1822     | huile sur papier collé sur toile | 38 × 46 cm   | Paris, musée du Louvre               | Base Joconde |
|       | Animalier    | Cinq chevaux vus par la croupe dans une écurie | 1820-1822     | huile sur toile                  | 38 × 46 cm   | Paris, musée du Louvre               | Base Joconde |

### Séjour en Angleterre 1820-1821
| Image | Thème          | Titre                                                 | Date      | Technique                         | Dimensions     | Lieu de Conservation                       | Référence     |
| ----- | -------------- | ----------------------------------------------------- | --------- | --------------------------------- | -------------- | ------------------------------------------ | ------------- |
|       | Animalier      | Dervish dans sa stalle                                | 1820 vers | huile sur papier montée sur toile | 25 × 34 cm     | Clark Art Institute, Williamstown          | Musée         |
|       | Scène de genre | Course de chevaux montés, au galop                    | 1820-1823 | huile sur toile                   | 27 × 38 cm     | Paris, Musée du Louvre                     | Base Cartel   |
|       | Scène de genre | Course de chevaux montés, au moment du départ         | 1820-1823 | huile sur toile                   | 27 × 37 cm     | Paris, Musée du Louvre                     | Base Cartel   |
|       | Scène de genre | Quatre Jockeys sur des chevaux lancés à toute vitesse |           | huile sur toile                   | 25 × 37 cm     | Bayonne, Musée Bonnat-Helleu               | RMN           |
|       | Scène de genre | Le Derby d'Epsom                                      | 1821      | huile sur toile                   | 92 × 123 cm    | Paris, musée du Louvre                     | Base Joconde  |
|       | Portrait       | Portrait de Zoé Elmore                                | 1821      | huile sur toile                   | 65,5 × 55 cm   | Collection privée, vente en 2024           | Sotheby's     |
|       | Portrait       | Portrait d'Adam Elmore                                | 1821      | huile sur toile                   | 51,2 × 34,2 cm | Collection privée, vente en 2024           | Sotheby's     |
|       | Scène de genre | Course de chevaux à Epsom                             | 1821 vers | huile sur toile                   | 30 × 42 cm     | musée des Beaux-Arts de Caen               | Base Joconde  |
|       | Scène de genre | Jockey montant un cheval de course                    | 1821-1822 | huile sur toile                   | 37 × 46 cm     | Musée des Beaux-Arts de Virginie, Richmond | Musée         |
|       | Scène de genre | Examen d'un cheval blanc                              | 1821-1823 | huile sur toile                   | 65 × 81 cm     | Kunsthalle de Brême                        | Base Artefact |

### Dernières années 1821
| Image | Thème          | Titre                                                                                   | Date      | Technique                            | Dimensions     | Lieu de Conservation                               | Référence            |
| ----- | -------------- | --------------------------------------------------------------------------------------- | --------- | ------------------------------------ | -------------- | -------------------------------------------------- | -------------------- |
|       | Portrait       | La Monomane de l'envie, ou La Hyène de la Salpêtrière série de cinq portraits d’aliénés | 1819-1822 | huile sur toile                      | 72 × 58 cm     | musée des Beaux-Arts de Lyon                       | Musée                |
|       | Portrait       | Monomane du vol, ou Le Fou aliéné, ou Le cleptomane série de cinq portraits d’aliénés   | 1820 vers | huile sur toile                      | 61 × 50 cm     | musée des Beaux-Arts de Gand                       | Musée                |
|       | Portrait       | La Monomane du jeu série de cinq portraits d’aliénés                                    | 1820 vers | huile sur toile                      | 77 × 65 cm     | Musée du Louvre                                    | Notice du musée      |
|       | Portrait       | Le Monomane du commandement militaire série de cinq portraits d’aliénés                 | 1819-1822 | huile sur toile                      | 81 × 65 cm     | Winterthour, musée Oskar Reinhart « Am Römerholz » | Musée                |
|       | Portrait       | Le Monomane du vol d'enfants série de cinq portraits d’aliénés                          | 1822-1823 | huile sur toile                      | 65 × 54 cm     | Springfield, Museum of Fine Arts                   | Bridgemanimages      |
|       | Portrait       | Le Chariot de charbon                                                                   | 1821      | huile sur toile                      | 43 × 65 cm     | Kunsthalle de Mannheim                             | Musée                |
|       | Portrait       | Tête de jeune homme                                                                     | 1821-1824 | huile sur toile                      | 46 × 38 cm     | Musée national d'Australie-Méridionale, Adélaïde   | Musée                |
|       | Portrait       | Portrait de l'artiste                                                                   | 1822      | huile sur toile                      | 38 × 30 cm     | Musée des Beaux-Arts de Rouen                      | Base Joconde         |
|       | Animalier      | Chevaux au pâturage                                                                     | 1822      | huile sur toile                      | 54,4 × 65,4 cm | musée des beaux-arts de Dijon                      | Musée                |
|       | Animalier      | La Forge de village                                                                     | 1822 vers | huile sur toile                      | 51 × 61 cm     | Wadsworth Atheneum, Hartford                       | Musée                |
|       | Paysage        | Le Four à plâtre                                                                        | 1822-1823 | huile sur toile                      | 50 × 61 cm     | musée du Louvre, Paris                             | Base cartel          |
|       | Paysage        | L'Auberge du cheval blanc                                                               | 1822-1823 | huile sur toile                      | 54 × 44 cm     | Fogg Art Museum, Cambridge                         | Musée                |
|       | Littéraire     | Le Giaour                                                                               | 1822-1823 | aquarelle sur graphite               | 21 × 24 cm     | Getty Museum, Los Angeles                          | Musée                |
|       | Littéraire     | Portrait d'un noir                                                                      | 1822-1823 | huile sur papier marouflée sur toile | 55 × 47 cm     | Galerie d'art Albright-Knox, Buffalo               | Musée                |
|       | Scène de genre | Un chariot chargé de fûts                                                               | 1822-1823 | huile sur toile                      | 59 × 73 cm     | Rhode Island Museum                                | Musée                |
|       | Scène de genre | Une charge de cuirassiers                                                               | 1822-1823 | huile sur toile                      | 38 × 46 cm     | Wallace Collection, Londres                        | Musée                |
|       | Scène de genre | Naufragé sur une plage (La Tempête)                                                     | 1822-1823 | huile sur papier marouflé sur toile  | 34 × 53 cm     | Yale University Art Gallery, New Haven             | Musée                |
|       | Paysage        | Étude d'un cheval mort                                                                  | 1823      | huile sur toile                      | 28 × 31 cm     | Bayonne, Musée Bonnat-Helleu                       | RMN                  |
|       | Littéraire     | Mazeppa                                                                                 | 1823 vers | huile sur toile                      | 29 × 21 cm     | Collection privée, vente 2016                      | Catalogue Christie's |

## Dates non documentées
| Image | Thème          | Titre                                                   | Date | Technique             | Dimensions      | Lieu de Conservation              | Référence           |
| ----- | -------------- | ------------------------------------------------------- | ---- | --------------------- | --------------- | --------------------------------- | ------------------- |
|       | Animalier      | Cheval isabelle effrayé par la foudre                   |      |                       | Musée de Roanne |                                   |                     |
|       | Scène de genre | Retour de la course                                     |      | huile sur toile       | 63,5 × 80 cm    | musée des Beaux-Arts de Rouen     | Base Joconde        |
|       | Académie       | Homme debout, tirant sur une corde                      |      | huile sur toile       | 63,5 × 80 cm    | musée Bonnat-Helleu, Bayonne      | Musée               |
|       | Animalier      | Étude d'un cheval bai vu de derrière                    |      | huile sur toile       | 26 × 31 cm      | musée Bonnat-Helleu, Bayonne      | Archives RMN        |
|       | Animalier      | Étude de cheval tourné à droite, trois poules et un coq |      | huile sur toile       | 28 × 36 cm      | musée Bonnat-Helleu, Bayonne      | Archives RMN        |
|       | Académie       | Étude de main attrapant une grosse mouche               |      | huile sur bois        | 25 × 37 cm      | musée Bonnat-Helleu, Bayonne      | Archives RMN        |
|       | Animalier      | Trois Croupes de chevaux                                |      | huile sur toile       | 29 × 39 cm      | musée Bonnat-Helleu, Bayonne      | Archives RMN        |
|       | Portrait       | Tête de jeune femme noire                               |      | huile sur toile       | 40 × 31 cm      | musée Bonnat-Helleu, Bayonne      | Archives RMN        |
|       | Portrait       | Portrait d'un artiste dans son atelier                  |      | huile sur toile       | 147 × 114 cm    | musée du Louvre, Paris            | Base Joconde        |
|       | Animalier      | Cheval attaqué par un lion                              |      | huile sur toile       | 54 × 65 cm      | musée du Louvre, Paris            | Base Joconde        |
|       | Animalier      | Cheval bai brun à l'écurie                              |      | huile                 | 26 × 35 cm      | Petit Palais, Paris               | RMN                 |
|       | Animalier      | Étude de cheval gris                                    |      | huile                 |                 | Musée des Beaux-Arts de Béziers   | Notes de Musées     |
|       | Animalier      | Croupes de chevaux                                      |      | huile sur toile       | 24 × 32 cm      | Collection privée, vente 2018     | Catalogue Sotheby's |
|       | Animalier      | Cheval sortant de l'écurie                              |      | huile sur toile       | 36 × 45 cm      | Chantilly, Musée Condé            | Base Joconde        |
|       | Animalier      | Cheval bai, à l'écurie                                  |      | aquarelle             | 19 × 24 cm      | Musée du Louvre, Arts graphiques  | Base Joconde        |
|       | Scène de genre | Le Marché aux chevaux : cinq chevaux au piquet          |      | sanguine et aquarelle | 23 × 30 cm      | Musée du Louvre, Arts graphiques  | Base Joconde        |
|       | Portrait       | Buste d'homme noir                                      |      | huile sur toile       | 60 × 53 cm      | Palais national d'Ajuda, Lisbonne | Musée               |
|       | Portrait       | Portrait de Mustapha, domestique turc de Géricault      |      | aquarelle             | 30 × 20 cm      | Musée du Louvre Arts Graphiques   | Base Joconde        |
|       | Portrait       | Homme bouchonnant un cheval                             |      | huile sur panneau     | 17 × 23 cm      | Columbus Museum of Art            | Musée               |
|       | Animalier      | Étude d'un lion                                         |      | huile sur toile       | 50 × 39 cm      | Brooklyn Museum, New York         | Musée               |
|       | Scène de genre | Jeune Grec endormi                                      |      | huile sur toile       | 37 × 46 cm      | Musée Granet, Aix-en-Provence     | Musée               |